# Asda
Asda is een grote Britse supermarktketen waarvan het hoofdkantoor in Leeds is gevestigd.

## Activiteiten
Naast voedsel verkoopt Asda non-foodartikelen zoals kleding, speelgoed en algemene artikelen. Het bedrijf heeft ook een mobieletelefoonnetwerk onder de naam Asda mobile, dat van het netwerk van EE gebruikmaakt. Asda's reclamestrategie is gericht op lage prijzen. De keten bezit tevens meerdere hypermarkten die aan de rand van grote steden zijn gebouwd.
In 2020 realiseerde het bedrijf een omzet van £ 22,8 miljard, waarvan £ 2,4 miljard aan motorbrandstoffen. In hetzelfde jaar had het 145.000 personeelsleden of 91.000 voltijdsmedewerkers.
Het marktaandeel was het van 2003 tot 2014 de tweede supermarktketen van het Verenigd Koninkrijk, na de keten Tesco. Sedert 2014 is Asda de op twee na grootste, Sainsbury's heeft de tweede plaats ingenomen.

## Geschiedenis
De Asda geschiedenis begint in de jaren twintig van de 20e eeuw. In Knottingley begon de slagerij van W.R. Asquith en later kwamen de zonen, Peter en Fred, bij hun vader te werken. Omstreeks dezelfde tijd gingen melkboeren samenwerken in Hindell’s Dairy Farmers Ltd. Na een aantal overnames ontstond in 1949 Associated Dairies & Farm Stores Ltd, onder leiding van Arthur Stockdale.
Associated Dairies had in de jaren vijftig en zestig ook eigen slagerswinkels geopend. De zoon van Arthur Stockdale, Noel, kwam in contact met Peter en Fred Asquith. Na een zakenreis in de Verenigde Staten openden de Asquiths in 1963 hun eerste zelfbedieningssupermarkt. Op 3 mei 1965 werd Asda opgericht, een samentrekking van ASquith en DAiries. In 1967 werd het eerste benzinestation bij een supermarkt geopend, een idee van Peter Asquith. Een jaar later nam Associated Dairies de aandelen van de familie Asquith over, maar Peter behield een leidinggevende functie. In 1981 werd de 100ste vestiging geopend. In 1989 werd George Davies ingehuurd om een kledinglijn voor de supermarket te ontwerpen en een jaar later startte de verkoop van kleding onder het label “George”.
Asda is sinds 1999 onderdeel van het Amerikaanse concern Walmart, na een strijd tussen Kingfisher en Walmart om de gunst van de Asda aandeelhouder. Walmart kreeg uiteindelijk Asda in handen voor 6,7 miljard pond. Asda behaalde in dat jaar een omzet van 8 miljard pond en telde 78.000 medewerkers. Voor Walmart was dit de tweede Europese markt waarin het een grote positie kreeg, in 1997 werd het actief in Duitsland.
In april 2018 werd een fusie bekendgemaakt van de Britse supermarkt Sainsbury's en Asda. Het gecombineerde bedrijf heeft een jaaromzet van 58 miljard euro en telt zo'n 2800 vestigingen. De twee zouden samen een marktaandeel krijgen van 31,4% en daarmee net iets groter dan Tesco. De Britse toezichthouder heeft echter geen goedkeuring gegeven aan de transactie en de fusie is niet doorgegaan.
In juli 2020 maakte Walmart bekend een koper te zoeken voor Asda. In oktober werd de koper bekendgemaakt, de Britse broers Zuber en Mohsin Issa en de investeringsmaatschappij TDR Capital zijn bereid 7,5 miljard euro voor het belang te betalen. In februari 2021 werd de transactie afgerond.